# Бронсон, Бетти
Э́лизабет А́да Бро́нсон (англ. Elizabeth Ada Bronson; 17 ноября 1906[…], Трентон — 19 октября 1971[…], Пасадина, Калифорния) — американская киноактриса.

## Биография
Элизабет Бронсон родилась 17 ноября 1906 года в Трентоне, штат Нью-Джерси, США, в семье Фрэнка и Нелли Смит Бронсонов.
Первую эпизодическую роль она сыграла в возрасте 16 лет в фильме «Восхождение Анны» (англ. Anna Ascends) без указания в титрах, и уже в следующем году прошла собеседование с писателем Джеймсом Барри, который лично утвердил её на роль Питера Пэна в готовящемся фильме. Также на эту роль претендовали Глория Свенсон и Мэри Пикфорд, но Барри отдал предпочтение более молодой Бронсон из-за её естественной лёгкости и грации, которые та приобрела в труппе Русского балета Дягилева, хотя и участвовала там совсем недолго. На съёмках «Питера Пэна» Бронсон познакомилась с актрисами Мэри Брайан и Эстер Рэлстон, с которыми осталась близкими подругами до конца жизни.
После «Питера Пэна» к Бронсон пришёл успех, ей стали предлагать главные роли. Впрочем, её дальнейшая карьера не отличалась особыми взлётами, хотя она и с лёгкостью перешла от немого кино к звуковому.
В 1933 году Бронсон вышла замуж и родила ребёнка, в её карьере наступил длительный перерыв (за исключением 1937 года — роль в фильме «Yodelin' Kid from Pine Ridge»). На экраны актриса вернулась лишь в 1960 году, но предлагали ей лишь эпизодические роли, зачастую даже не указывая в титрах. Последним её фильмом стал телевизионный «Evel Knievel» (1971), который вышел на экраны за несколько месяцев до её смерти.
Скончалась 19 октября 1971 года от продолжительной болезни, не дожив одного месяца до своего 65-летия. Похоронена на кладбище Форест-Лаун в Глендейле.

## Личная жизнь
В 1933 году Бронсон вышла замуж за Людвига Лоэрхасса (англ. Ludwig Lauerhass) и вскоре родила сына — Людвига Лоэрхасса-младшего (англ. Ludwig Lauerhass, Jr.)
Бронсон не любила публично освещать свою личную жизнь, но папарацци несколько раз заставали её с известным актёром Дугласом Фэрбенксом-младшим, который не скрывал, что любит эту актрису с детства. Бронсон до конца жизни хранила все письма, стихи и подарки Фэйрбэнкса и всегда очень нежно о нём отзывалась.

## Избранная фильмография
- 1923 — Яванский пик / Java Head — Джанет Аммидон
- 1923 — Вечный город / The Eternal City — мальчик-паж (в титрах не указана)
- 1924 — Питер Пэн / Peter Pan — Питер Пэн
- 1925 — Родители — тоже люди? / англ. Are Parents People? — Лита Хацлитт
- 1925 — Поцелуй Золушки / A Kiss for Cinderella — Золушка (Джейн)
- 1925 — Бен-Гур: история Христа / Ben-Hur — Мэри
- 1928 — Поющий дурак / англ. The Singing Fool — Грейс (первый звуковой фильм актрисы)
- 1929 — Сонни / Sonny Boy — тётушка Уинигред Кэнфилд
- 1929 — Запертая дверь / англ. The Locked Door — Хелен Риган
- 1930 — Медик / The Medicine Man — Мэми Гольц
- 1960 — Три моих сына / англ. My Three Sons — миссис Батлер (сериал, в одном эпизоде)
- 1961 — Пригорошня чудес / англ. Pocketful of Miracles — жена мэра (в титрах не указана)
- 1962 — У кого есть акция? / англ. Who's Got the Action? — миссис Боутрайт (в титрах не указана)
- 1964 — Обнажённый поцелуй / The Naked Kiss — мисс Жозефина
- 1964 — Боб Хоуп представляет / англ. Bob Hope Presents the Chrysler Theatre — (телешоу (англ. anthology series), в одном эпизоде)
- 1964 — Гриндл / англ. Grindl — миссис Купер (сериал, в одном эпизоде)
- 1965 — Бежать от твоей жизни / Run for Your Life — Альма Слоун (сериал, в одном эпизоде)
- 1968 — Призрак Чёрной Бороды / англ. Blackbeard's Ghost — старушка